# Jeongjong av Goryeo II
Jeongjong av Goryeo, född 1018, död 1046, var en koreansk monark. Han var kung av Korea mellan 1034 och 1046. 